# 伝承
伝承（でんしょう、英: folklore、仏: tradition populaire）とは、ある集団のなかで古くからある慣習や風俗、信仰、伝説、技術や知識などを受け継いで後世に伝えていくこと、もしくは、そのように伝えられた事柄や物を指す。歴史学や民俗学にとって重要な資料となる。

## 伝承、民間伝承、伝統
「伝承」は、英語のfolklore、フランス語のtradition populaireにあたる言葉で、庶民（柳田國男のいう常民）のあいだでみられる知識や技術の継承および後世への伝達を意味している。古くは「俚伝」とも訳され、「民俗」の語も同じ意味で用いられる。
日本でいう伝承とはそのまま伝える事、伝統は精神を受け継ぎ常に創造するものである。traditionは[trad]はラテン語で裏切る、飛び越えるという意味を持つことから、伝統というニュアンスに当てはまる。しかしながら、伝承に対してのニュアンスとしては適切でない。
そのまま伝えるという点から言えば「transmission」の方が適切であると考えられる。
このことから、伝統は創造する、伝承は守ると言う動詞が適切である。この言葉には注意する必要がある。
「民間伝承」という語もよく用いられ、流布しているが、「民間」という語は、日本においては長らく官界に対するものとして用いられることが多いので、本来はfolkの訳語としては必ずしも適切ではない。
サクソン語形の複合語であるフォークロア（folk-lore ）の語は、イギリスの古代学者ウィリアム・ジョン・トムス（William John Thoms）が1846年に雑誌「アシニーアム」のなかで民間古事（庶民につたわるしきたりや習わし、行事）と民間文芸（庶民に伝わる口承文学、言い伝え）などの両者をフォークロアの語のもとに包括しようと提議したことに始まるとされ、そののち欧米各国も採用するところとなったが、ドイツのみは当初からフォルクスクンデ（Volkskunde）の語を用いてきた。
また、
folklore is the tales, legends and superstitions of a particular ethnic population
while folktale is a tale or story that is part of the oral tradition of a people or a place.
[https://wikidiff.com/folklore/folktale#:~:text=As%20nouns%20the%20difference%20between,a%20people%20or%20a%20place.]
と、あるように口頭をも含む文化"folklore"と口頭だけの"folktale"で違う扱いであるが、どちらも正しい言葉である。
フランスやイタリアではtradition populaireという語もあるが、フォークロアそのままを用いることが多い。トラディシオンtradition という語はフランスでは政治的な意味合いで受け取られることが多く、研究というよりは政治的・心情的な態度をあらわすので使用を避ける傾向がある。日本においても、民俗学におけるトラディシオンを「伝承」と訳して「伝統」とはあまり訳さないのも同じ理由によっている。「伝統」と呼称した場合、中立的な観点が阻害されることがしばしばありうるからである。
しかし今日、その一方で「民間療法」、「民間信仰」、「民間芸能」・「伝統芸能」・「民俗芸能」、「伝統行事」・「民俗行事」などの用語と混用する傾向も顕著である。

## 伝承の種類

### 行為伝承と口頭伝承
民俗行事や芸能など、その行為が伝承されていくことを行為伝承というのに対し、神話や叙事詩、伝説、民俗語彙など口頭で伝承されるものを口頭伝承もしくは口承といい、また、口碑と呼ぶことも多い。なお、古民家のことを伝承家屋と呼ぶこともある。

### さまざまな伝承
それぞれの伝承は複合的な性格を有するので、単純に分類することはできない。以下の分類例はあくまでも便宜的なものである。
- 社会伝承…村のしくみや家族・親族に関する伝承。通過儀礼など人の一生に関する伝承
- 生活伝承…衣食住、生産や生業、交通・交易、歳時習俗などの伝承
- 信仰伝承…祭りや講など。
- 文化伝承…芸能、民間療法と俗信、口頭伝承（口承）、方言・民俗語彙